# 駐日エルサルバドル大使館
駐日エルサルバドル大使館（ちゅうにちエルサルバドルたいしかん、スペイン語: Embajada de El Salvador en Japón、英語: Embassy of El Salvador in Japan）は、エルサルバドルが日本の首都東京に設置している大使館である。

## 所在地
2022年8月15日より、下記の住所で運営されている。旧住所は「東京都港区西麻布4-12-24 興和西麻布ビル8階803号」であった。
| 日本語     | 〒106-0031 東京都港区西麻布3-20-5 西麻布清美堂ビル              |
| スペイン語 | Edificio Sebido, 3-20-5, Nishi-azabu, Minato-ku, Tokio 106-0031 |
| 英語       | Sebido Bldg., 3-20-5, Nishi-azabu, Minato-ku, Tokyo 106-0031    |

## 大使
2021年3月10日より、ディエゴ・アレハンドロ・ダルトン・ロサレスが特命全権大使を務めている。